# Paul Sabu
Paul Sabu (2 gennaio 1960) è un cantante, compositore e produttore discografico statunitense.
Figlio dell'attore indiano Sabu Dastagir.
È conosciuto anche per i lavori della sua band, gli Only Child e soprattutto come produttore di numerosi artisti e delle colonne sonore di numerosi film e telefilm. Fra gli artisti con cui ha lavorato si possono citare David Bowie, Alice Cooper, Lee Aaron, Madonna, Malice, Prince, John Waite e i Silent Rage.

## Discografia

### Solista
- Sabu (1979) [come Sabu]
- Rock Me Slowly (1980)
- Heartbreak (1985)
- Paul Sabu (1993)
- In Dreams (1995)
- Between The Light (1998) [come Sabu]
- Strange Messiah (2007)
- Bangkok Rules (2012)

### Con gli Only Child
- Only Child (1988)
- II (1996)

### Altri album
- Kidd Glove - Kidd Glove (1984)
- Alexa - Alexa (1989)
- Little America	- Fairgrounds (1989)
- Malice - Crazy in the Night (1989)
- Kourosh - Kourosh (1995)
- Ya-Men-Ja - Stand Alone (1995)
- Tony Kishman - Catch 22 (1997)
- Shania Twain - Beginnings 1989-1990 (1999)
- Teri Tims - Whole Lotta Trouble (2001)
- Jesse Damon - The Hand That Rocks (2002)
- BISS - Joker In The Deck (2003)
- Sally Steele - Alone In Love (2005)
- shane knight - Hungry (2008)
- shane knight - Bad as they come (2009)